# Урядова хунта Чилі (1810)
Урядова хунта Чилі (ісп. Junta de Gobierno de Chile), також Перша хунта (ісп. Primera Junta) — тимчасовий орган управління генерал-капітанством Чилі, створений рішенням кабільдо Сантьяго. Перша хунта була першим кроком до війни за незалежність Чилі.

## Передумови
На початку 1808 року генерал-капітанство Чилі — одна з найменших і найбідніших колоній Іспанії — перебувало під управлінням Луїса Муньйоса де Гусмана. У травні 1808 року скидання з іспанського престолу Карла IV та Фердинанда VII французькими військами, сходження на престол Жозефа Бонапарта, брата Наполеона, початок Піренейської війни спричинили хаос в імперії Бурбонів. Губернатор Чилі Гусман помер у лютому того ж року, і метрополія не встигла призначити нового керівника. Після короткого регентства судді Хуана Родрігеса Бальєстероса губернатором став старший військовий командир — бригадир Франсіско Антоніо Гарсія Карраско.

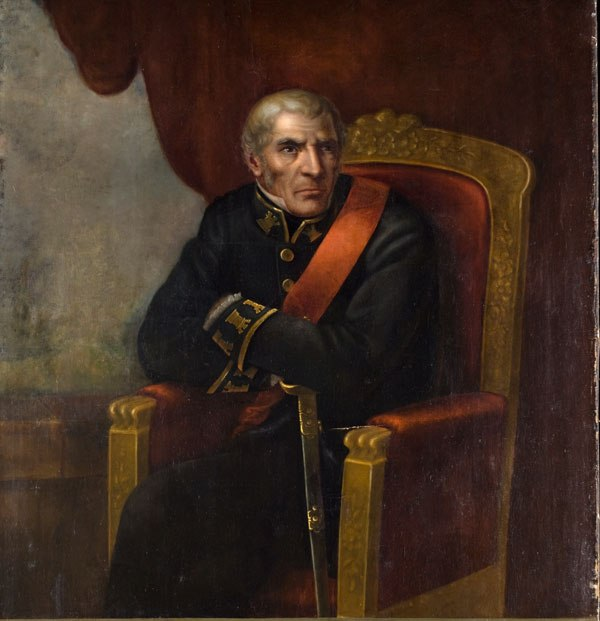
Франсіско Антоніо Гарсія Карраско

Гарсія Карраско став губернатором у квітні, а в серпні до Чилі дійшла звістка про повалення короля та французьке вторгнення, створення Військової Хунти для управління імперією за відсутності законного монарха. Водночас Карлота Жоакіна, дружина наступника престолуПортугалії та сестра Фердинанда VII, яка тоді перебувала в Бразилії, вважаючи себе законною наступницею престолу в умовах арешту батька та брата у Франції, спробувала установити контроль над іспанськими колоніями в Латинській Америці. Її план полягав у тому, щоб відправити війська до Буенос-Айреса, окупувати його та оголосити себе королевою Ла-Плати.
На той час у Чилі, як і в інших іспанських колоніях Південної Америки, сформувалася своєрідна система незалежності від метрополії, яка, зокрема, полягала у змові трьох Антоніо. Губернатор Гарсія Карраско зміг протистояти першій хвилі невдоволення креолів. Після повалення Фердинанда VII у Чилі сформувалися три партії: «абсолютисти», які виступали за статус-кво та владу поваленого короля, «карлотисти», які виступали за владу королеви Португалії, та «хунтисти», що прагнули встановити військову хунту (тимчасовий уряд).
1809 року спалахнув корупційний «Скандал Скорпіона», до якого виявився причетним губернатор Гарсія Карраско. Після цього його авторитет різко впав, а невдоволення почали наростати. У червні 1810 року з Буенос-Айреса прибула новина про те, що війська Наполеона захопили Андалусію та взяли в облогу місто Кадіс — останній форпост іспанського опору. При цьому Військова Хунта саморозпустилася на користь Регентської ради. Губернатор Гарсія Карраско, прихильник «карлотистів», без належного суду депортував до Ліми авторитетних осіб, яких підозрювали у намірах створення хунти в Чилі.
Натхненний Травневою революцією в Аргентині автономістський рух став поширюватися серед креольської еліти. 16 липня 1810 року під тиском креолів губернатор Гарсія Карраско був змушений піти у відставку. На його місце став Матео де Торо Самбрано, попри те, що віцекороль Перу призначив новим губернатором призначив Франсіско Хав'єра де Еліо.
Граф Торо Самбрано був креолом (білим, що народився в колонії), на відміну від більшості чиновників, які народилися в Іспанії та були «пенінсуларами». Одразу після посідання посади губернатора на нього почався тиск з боку «хунтистів». 

## Створення хунти

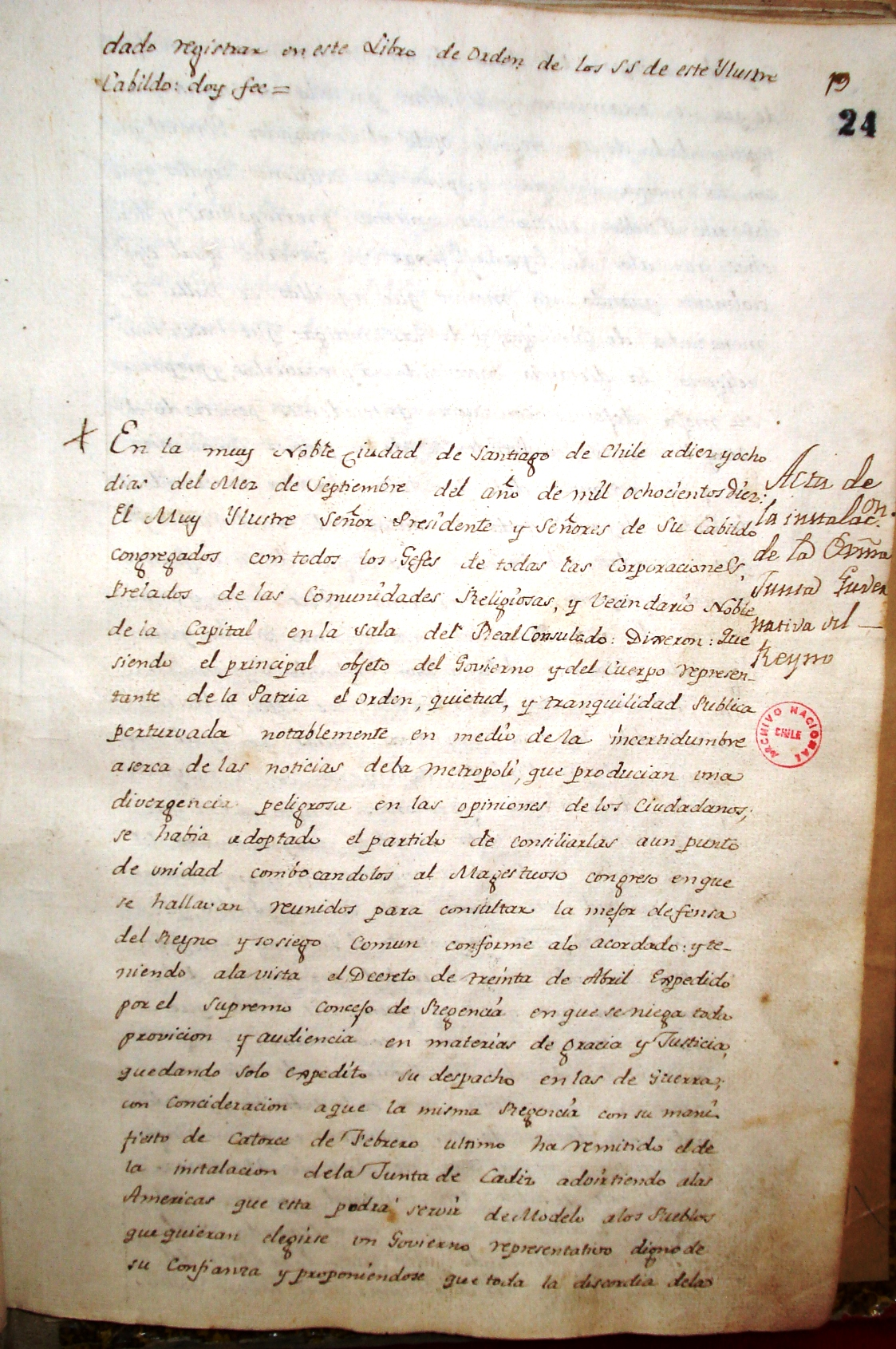
Акт кабільдо Сантьяго від 18 вересня 1810 року

У серпні 1810 року Королівський апеляційний суд публічно склав присягу Регентській раді. Після цього Торо Самбрано вирішив провести засідання кабільдо в Сантьяго для обговорення цього питання. Засідання було призначене на 11 годину ранку 18 вересня 1810 року.
Засідання відбулося у визначений день. Під час засідання центральну сцену захопили хунтисти, скандуючи «Junta queremos! Junta queremos!» («Хочемо хунту! Хочемо хунту!»). Торо Самбрано, зіткнувшись з таким проявом сили, фактично відсторонився від прийняття рішень.
За результатами зібрання кабільдо було складено акт, який проголошував створення в Чилі Урядової хунти.

## Склад Хунти
| Посада        | Ім'я                               | Світлина |
| ------------- | ---------------------------------- | -------- |
| Президент     | Матео де Торо Самбрано             |          |
| Віцепрезидент | Хосе Антоніо Мартінес де Альдунате |          |
| Члени         | Фернандо Маркес де Ла-Плата        |          |
| Члени         | Хуан Мартінес де Росас             |          |
| Члени         | Ігнасіо де ла Каррера              |          |
| Члени         | Франсіско Хав'єр де Рейна          |          |
| Члени         | Хуан Енріке Росалес                |          |
| Секретарі     | Гаспар Марін                       |          |
| Секретарі     | Хосе Грегоріо Аргомедо             |          |

## Діяльність

### Політичні тенденції
З'явилися три політичні тенденції: екстремісти (exaltados), помірковані (moderados) та роялісти (realistas). Усі групи були рішуче проти незалежності Чилі від Іспанії та диференціювались тільки щодо питання рівня автономії. Помірковані під керівництвом Хосе Мігель Інфанте, що мали більшість голосів у Хунті, виступали за повільний темп реформ, оскільки вважали, що як тільки король повернеться до влади, то може подумати, що чилійці прагнуть незалежності. Екстремісти на чолі з Хуаном Мартінесом де Росасом посідали друге місце за кількістю голосів, прагнули якомога більшої незалежності від Корони та ширшої автономії, закликали до швидкого проведення реформ. Роялісти закликали не проводити жодних реформ, зберігати статус-кво до відновлення влади Бурбонів у метрополії, проте мали найменше голосів у Хунті.

### Адміністративні заходи
Перший захід, здійснений Хунтою, було складання присяги законному королеві Іспанії Фердинандові VII. Граф Торо Самбрано був обраний президентом, а всі інші посади були порівну розділені між усіма партіями, хоча майже вся повнота влади була в руках Хуана Мартінеса де Росаса. Крім того, Хунта здійснила такі заходи як створення міліції для захисту держави, запровадження унікального 134 %-го митного збору з усіх імпортованих товарів, окрім друкарських машин, книжок та рушниць, що були звільнені від усіх податків. 

### Заколот Фігероа

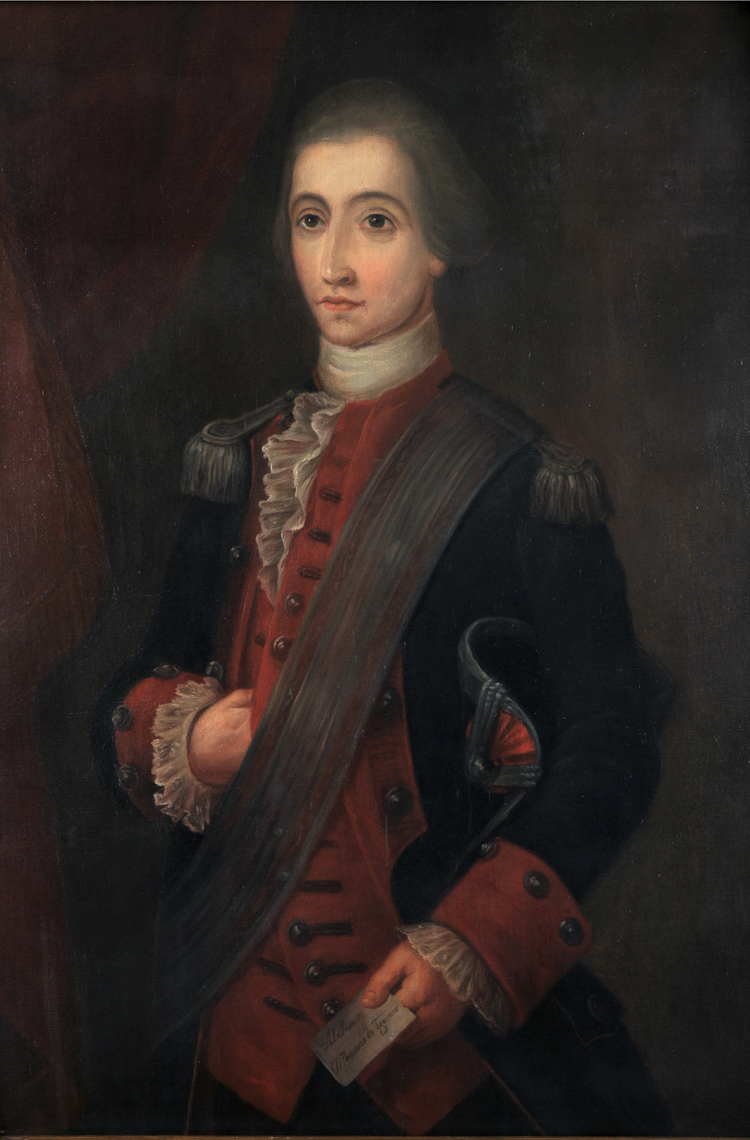
Томас де Фігероа

1 квітня 1811 року Томас де Фігероа, полковник-рояліст, вважаючи вибори популістським заходом, підняв повстання в Сантьяго. Проте воно було придушене, а самого Фігероа стратили. Проте вибори довелося перенести через цей заколот.
Національний конгрес був успішно сформований. Більшість отримали помірковані. Екстремісти Росаса здобули меншість голосів. Проте заколот Фігороа сприяв радикалізації у суспільно-політичній сфері. Зараз частина екстремістів-революціонерів, які складали меншість серед своєї партії, прагнули вже не широкої автономії, а повної незалежності від Іспанії. Королівська аудієнція Сантьяго, осередок іспанського правління в країні, була розпущена за нібито співучасть у заколоті.

## Вибори до Національного конгресу
Окрім інших заходів, проведених Хунтою, також було оголошено проведення виборів до Національного конгресу Чилі. Указ про затвердження процедури виборів з'явився 15 грудня 1810 року. Конгрес мав бути законодавчим органом та мав замінити Хунту в управлінні державою. До його складу мали увійти 42 депутатів. 
Вибори були відтерміновано через заколот Фігероа, який відбувся 1 квітня 1811 року. Проте Національний конгрес був обраний успішно: більшість у ньому взяли помірковані, далі - екстремісти; найменше голосів отримали роялісти. 
4 липня 1811 року відбулося відкриття Національного конгресу. Ця дата вважається завершенням існування Першої хунти. 